# Elatostema salvinioides
Elatostema salvinioides es una especie de planta del género Elatostema, perteneciente a la familia Urticaceae.

## Taxonomía
Elatostema salvinioides fue descrita por Wen Tsai Wang en 1980.

## Distribución
Se encuentra en el territorio de Yunnan hasta Indochina.